# Большая Кокшага
Больша́я Кокша́га (луговомар. Кугу Какшан) — река в Кировской области и Марий Эл, левый приток Волги.

## Описание
Длина реки — 294 км, площадь бассейна — 6330 км². Исток в 4,5 км к северо-востоку от села Кокшага в Кикнурском районе Кировской области. Общее направление течения — южное. Течёт по хвойным (в верховьях) и смешанным лесам, на территории Марий Эл протекает через заповедник «Большая Кокшага». Уклон реки — 0,3 м/км.
Впадает в Куйбышевское водохранилище по левому (северному) берегу у западного края села Кокшайск (в 1925 км от устья Волги и в 5 км к северо-востоку от Мариинского Посада).
Река сильно петляет, русло нестабильное со множеством стариц. Течение быстрое, замедляется ближе к устью. В нижнем течении непроходимые болота. Питание снеговое и дождевое. Ледостав с начала ноября по середину апреля.
Протекает по территории Кикнурского и Санчурского районов Кировской области, Медведевского, Килемарского, Звениговского районов Марий Эл.
Населённые пункты на реке (более 100 чел.): от истока — с. Кокшага, д. Кокшага, пгт Кикнур, Большое Шарыгино, Цекеево, пгт Санчурск, Большая- и Малая Шишовка (все — Кировская обл.), Старожильск, Кокшамары, Кокшайск (все — Марий Эл).
В бассейне также расположены населённые пункты (более 500 чел.): пгт Килемары, Пижма (оба — Марий Эл), Большая Рудка (Нижегородская обл.).
Реку пересекают крупные автодороги Чебоксары — Йошкар-Ола, Нижний Новгород — Йошкар-Ола, Нижний Новгород — Киров.

## Притоки
(от устья, в скобках указана длина в километрах)
- 23 км лв: Малый Мартын (21)
- 31 км пр: Липша (22)
- 45 км лв: Большой Мартын (18)
- 61 км лв: Большой Куртналыш (13)
- 66 км лв: Лубочья (19)
- 74 км пр: Чернушка (12)
- 80 км пр: Большой Кундыш (173)
- 85 км лв: Чернушка (14)
- 88 км лв: Нужа (11)
- 99 км лв: Шапинка (27)
- 118 км лв: Арья (21)
- ??? км лв: Витьюм (13)
- 133 км пр: Кужолок (20)
- 138 км лв: Южовка (19)
- 154 км пр: Коктуш (18)
- 159 км пр: Мусь (14)
- 171 км пр: Удюрма (17)
- 173 км лв: Меленка (11)
- 174 км лв: Мамокша (51)
- 184 км пр: Пиштанка (16)
- 198 км лв: Лисинка (18)
- 207 км пр: Оршедумка (14)
- 220 км пр: Шудумка (20)
- 225 км лв: Люя (26)
- 259 км пр: Ваштранга (23)
- 264 км лв: Урма (22)
- 266 км пр: Пижанья (20)
- 270 км лв: Шардань (23)
- 279 км лв: Шарданка (10)

## Водный туризм
Сплав возможен в том числе и во второй половине лета. Препятствия: кусты, завалы.
Описанный во многих источниках маршрут от Санчурска более недоступен в связи с ужесточением режима охраны заповедника «Большая Кокшага», байдарочный маршрут по реке теперь можно начинать только от посёлка Старожильск.

## Данные водного реестра
По данным государственного водного реестра России относится к Верхневолжскому бассейновому округу, водохозяйственный участок реки — Волга от Чебоксарского гидроузла до города Казань, без рек Свияга и Цивиль, речной подбассейн реки — Волга от впадения Оки до Куйбышевского водохранилища (без бассейна Суры). Речной бассейн реки — (Верхняя) Волга до Куйбышевского водохранилища (без бассейна Оки).
Код объекта в государственном водном реестре — 08010400712112100000510.